# Tirailleurs indochinois

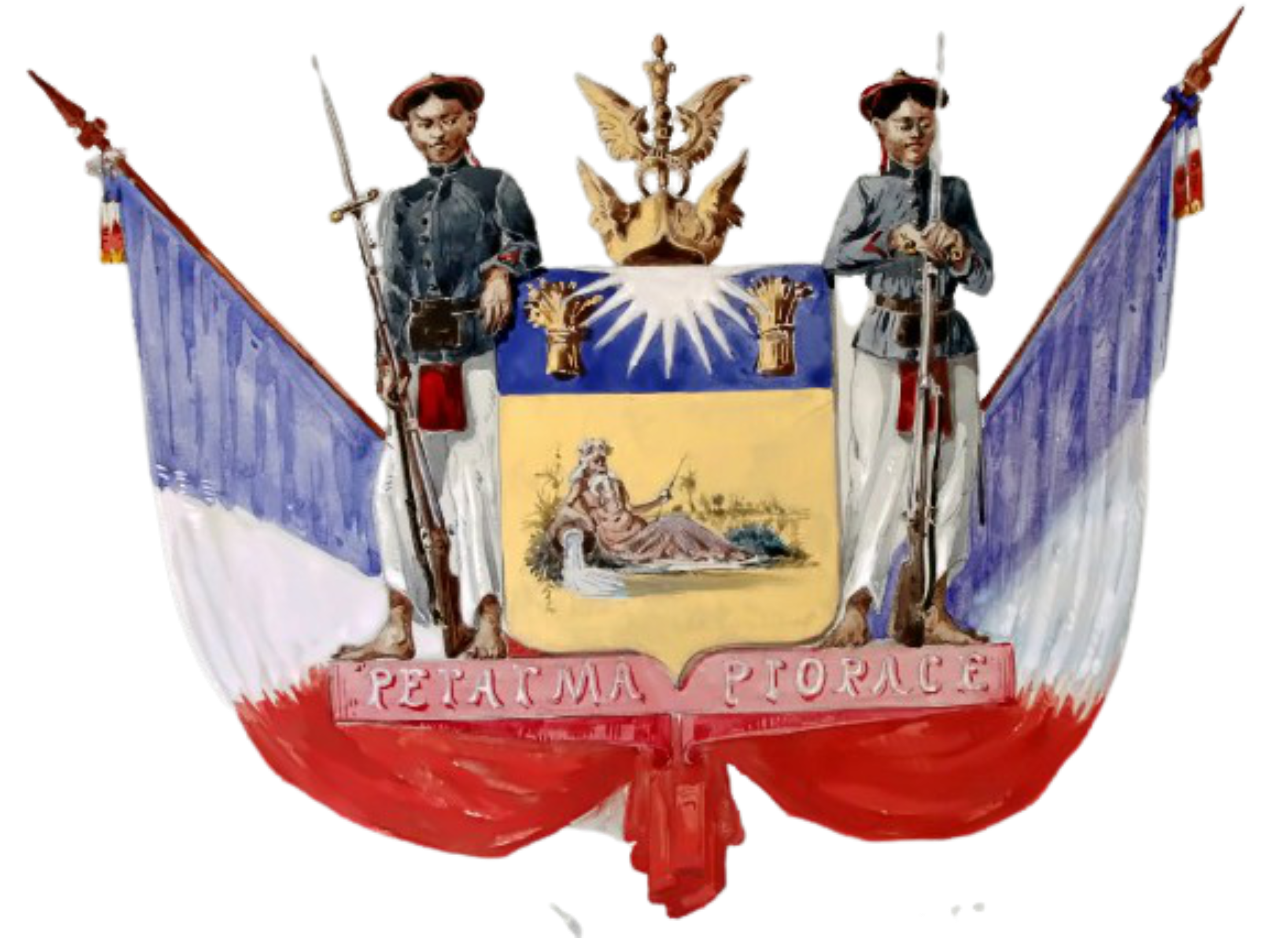
Armoiries des militaires indochinois au service de la France, 1887.

Issus de l'Indochine française, les tirailleurs indochinois furent recrutés au Laos, au Tonkin, en Annam et au Cambodge à partir des années 1880 lors de l'expédition du Tonkin. Ils furent dissous en 1946.
Certains tirailleurs indochinois formèrent les cadres des futures armée cambodgienne, armée laotienne et armée de la république du Vietnam. De même, certains choisirent les rangs du Việt Minh et du Pathet Lao.

## Unités

### Tirailleurs tonkinois

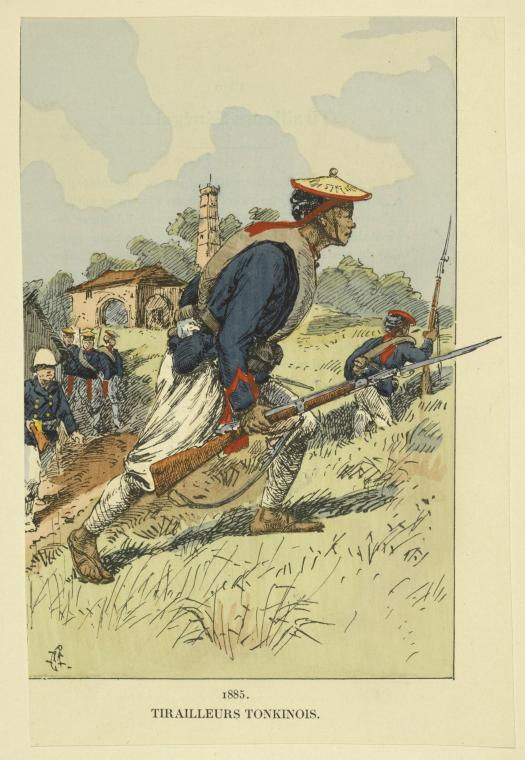
Tirailleur tonkinois en 1885.

- 1er régiment de tirailleurs tonkinois, de 1884 à 1945
- 2e régiment de tirailleurs tonkinois, de 1884 à 1933
- 3e régiment de tirailleurs tonkinois, de 1885 à 1945
- 4e régiment de tirailleurs tonkinois, de 1886 à 1890 et de 1898 à 1945
- 5e régiment de tirailleurs tonkinois, de 1902 à 1908
- bataillon de tirailleurs chinois, de 1902 à 1907

### Tirailleurs annamites
- Régiment de tirailleurs annamites, de 1879 à 1945 (1er régiment de tirailleurs annamites de 1903 à 1907)
- 2e régiment de tirailleurs annamites, de 1903 à 1907
- Régiment de tirailleurs annamites bis, de 1939 à 1941
- Bataillon de tirailleurs montagnards du Sud-Annam, de 1931 à 1945

### Tirailleurs cambodgiens
- Bataillon de tirailleurs cambodgiens, de 1902 à 1907 et de 1922 à 1939
- Régiment de tirailleurs cambodgiens, de 1939 à 1945

### Tirailleurs indochinois

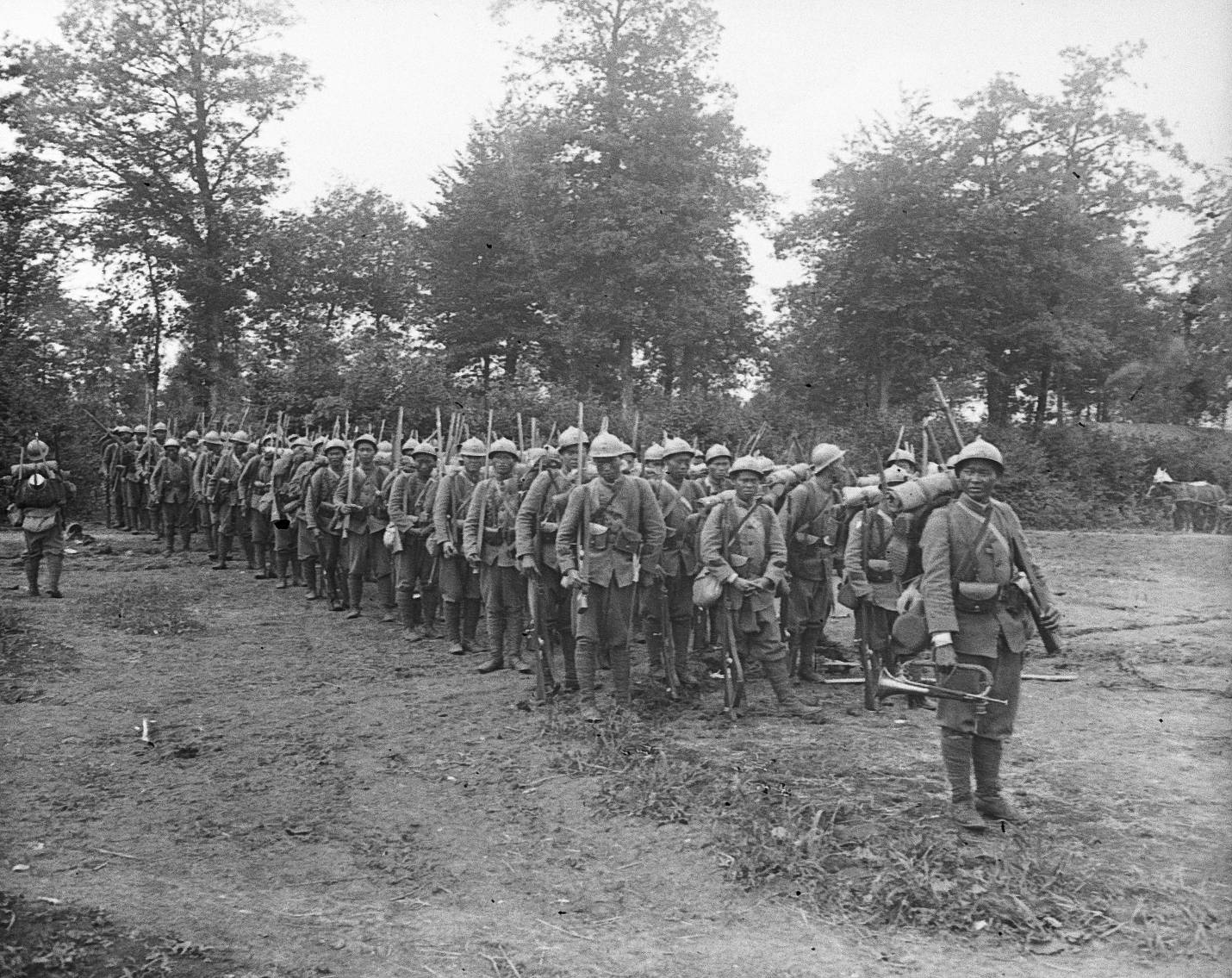
Compagnie de tirailleurs indochinois (12e et 13e bataillons) à Fleury-sur-Aire, juin 1916.

- 1er bataillon de tirailleurs indochinois
- 2e bataillon de tirailleurs indochinois
- 3e bataillon de tirailleurs indochinois
- 4e bataillon de tirailleurs indochinois
- 5e bataillon de tirailleurs indochinois
- 6e bataillon de tirailleurs indochinois
- 7e bataillon de tirailleurs indochinois
- 8e bataillon de tirailleurs indochinois
- 9e bataillon de tirailleurs indochinois
- 10e bataillon de tirailleurs indochinois
- 11e bataillon de tirailleurs indochinois
- 12e bataillon de tirailleurs indochinois
- 13e bataillon de tirailleurs indochinois
- 14e bataillon de tirailleurs indochinois
- 15e bataillon de tirailleurs indochinois
- 16e bataillon de tirailleurs indochinois
- 17e bataillon de tirailleurs indochinois
- 18e bataillon de tirailleurs indochinois
- 19e bataillon de tirailleurs indochinois
- 20e bataillon de tirailleurs indochinois
- 21e bataillon de tirailleurs indochinois
- 22e bataillon de tirailleurs indochinois
- 23e bataillon de tirailleurs indochinois
- 24e bataillon de tirailleurs indochinois
- 25e bataillon de tirailleurs indochinois
- 51e régiment de tirailleurs indochinois
- 52e régiment de mitrailleurs indochinois
- Régiment mixte indochinois du Levant

## Campagnes

### Participation à la Première Guerre mondiale

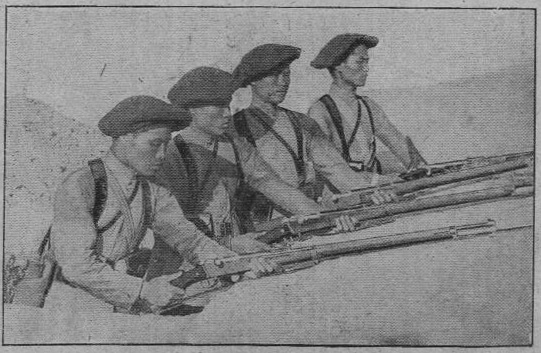
Entrainement de tirailleurs indochinois au tir, vers 1916.

Nombre de travailleurs débarquent en France : 4 631 arrivent en 1915, 26 098 en 1916, 11 719 en 1917, 5 086 en 1918 et 727 en 1919[réf. nécessaire]. 6 000 soldats européens sont en outre rapatriées en France. 43 430 hommes sont ainsi incorporés dans l'armée française[réf. nécessaire], se répartissant comme suit :
- 4 bataillons de combats et 15-16 bataillons d'étapes[1],[2], soit 29 072 hommes[3] (au total, 25 bataillons ont été formés mais certains sont restés en Asie[2]) ;
- 9 019 hommes infirmiers coloniaux[3] ;
- 5 339 ouvriers d'administration coloniaux[réf. nécessaire].

#### Bataillons de combat
Les bataillons de tirailleurs indochinois qui ont combattu sont le 7e et le 21e en métropole et les 1re et 2e à l'Armée française d'Orient.
La 4e compagnie du 6e bataillon d'étapes, affectée à des travaux à Beauzée-sur-Aire (creusement de parallèles de départ sur le champ de bataille), participe à la bataille de Verdun. Elle est incorporée au 8e régiment de tirailleurs tunisiens qui monte à l'attaque le 23 octobre 1916 sur Douaumont et sur Haudremont. Les pertes s'élèvent à cinquante hommes[réf. nécessaire], dont le capitaine Charlet.
À la bataille du Chemin des Dames, participe le 7e bataillon de tirailleurs indochinois, alors incorporés à la 12e division d'infanterie. Il est engagé du 5 au 7 mai et déplore 195 morts, dont le commandant Dez. Il est ensuite incorporé au 67e régiment d'infanterie. Il combat également dans les Vosges en octobre 1917, entre Saint-Dié et Gérardmer, ainsi que dans le secteur Arnould (Gérardmer), de juin à septembre 1918. Le général Pénet adresse alors « au 7e bataillon indochinois (...) toute sa satisfaction pour les qualités militaires dont il a fait preuve ».
Lors de l'Offensive du Printemps, le 21e bataillon de tirailleurs indochinois se bat devant Reims en tenant La Neuvillette et Pont-Saint-Thierry, du 17 au 24 août.

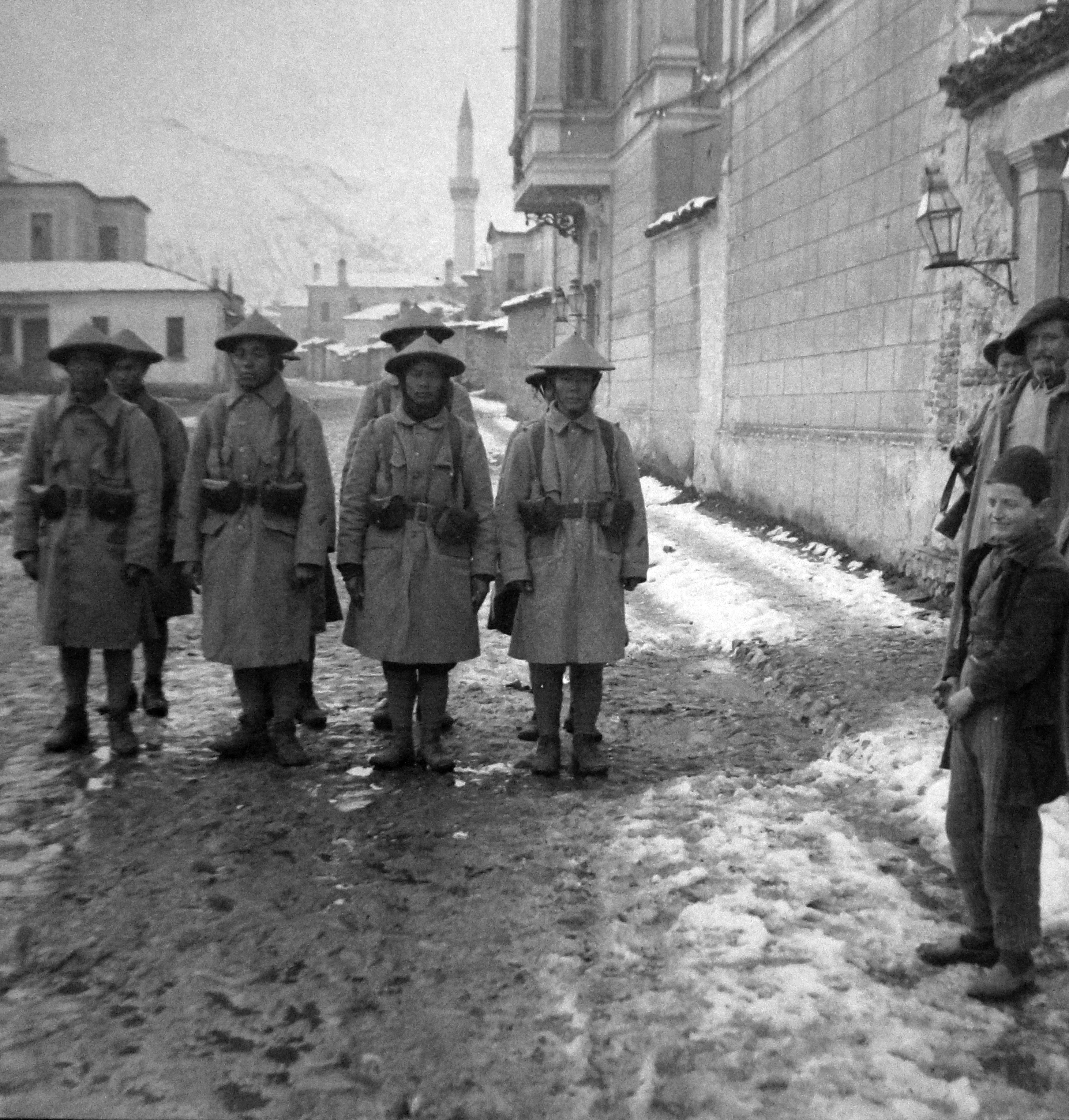
Tirailleurs en janvier 1917 à Koritza en Albanie.

Un autre engagement a lieu pour le 1er bataillon de tirailleurs indochinois à Monastir, d'août à novembre 1917, avec la 122e DI, ainsi qu'au lac d'Ohrid avec le 175e RI. 61 pertes sont comptabilisées pour le 1er bataillon de tirailleurs indochinois. Le 2e bataillon de tirailleurs indochinois participe à l'attaque sur Veliternë (Albanie), le 1er janvier 1917, prenant le village dans lequel il demeure jusqu'en avril. 20 hommes décèdent. Au lac d'Ohrid, en avril 1917, le 2e bataillon indochinois résiste à la contre-attaque ennemie au prix de 35 soldats morts.

#### Bataillons d'étapes

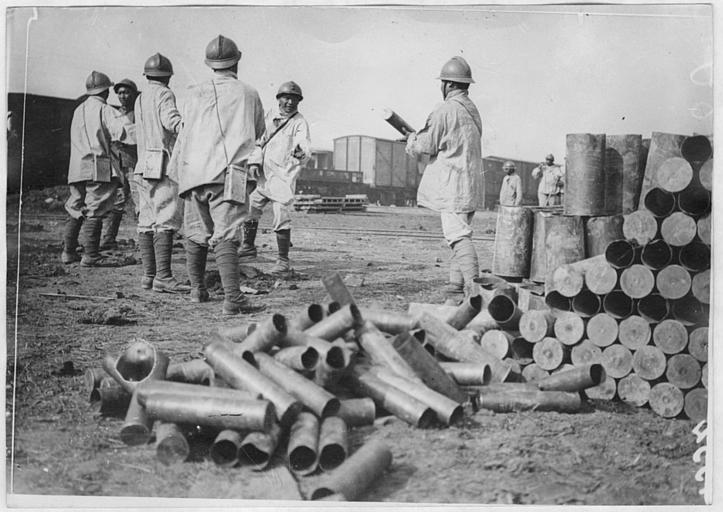
Tirailleurs indochinois chargeant des douilles d'obus à Breuil-sur-Vesle, 1916.

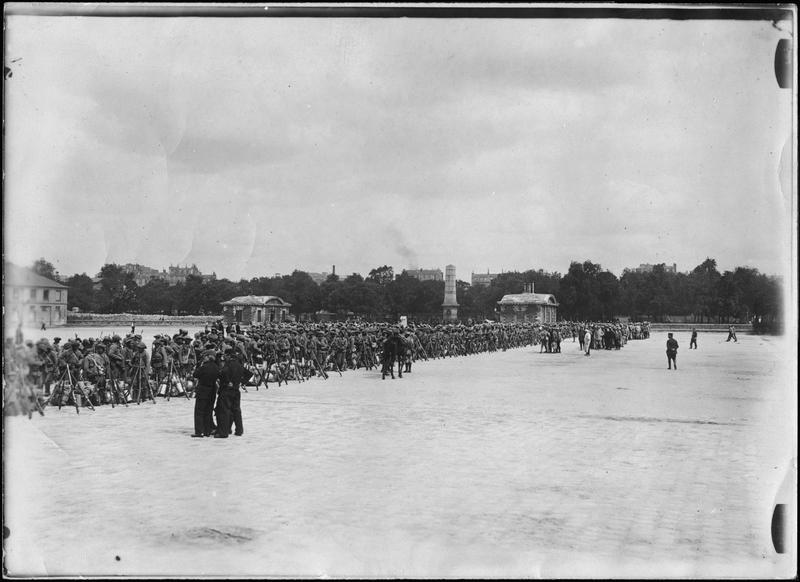
Le de tirailleurs indochinois stationné à Paris devant l'école militaire en juin 1916.

- 3e bataillon de tirailleurs indochinois : formé à Saïgon le 20 janvier 1916[10], travaille à Marseille à partir de 1916 puis à Fréjus (à partir de novembre 1917)[11]
- 6e bataillon de tirailleurs indochinois[12]
- 9e bataillon de tirailleurs indochinois[13] : formé à Sontay le 1er février 1916, travaille à la gare régulatrice du Bourget, dissous en 1919[14]
- 10e bataillon de tirailleurs indochinois[15] : formé au Tonkin le 26 janvier 1916, travaille à l'armée d'Orient, dissous le 1er janvier 1920[14]
- 11e bataillon de tirailleurs indochinois[16] : formé à Bắc Ninh le 1er février 1916[14], travaille à Paris[11] puis au 2e corps d'armée colonial, dissous à La Capelle le 21 janvier 1919[14]
- 12e bataillon de tirailleurs indochinois[17] : formé à Thị Cầu (vi) le 1er février 1916, travaille à la gare régulatrice de Saint-Dizier, dissous à Saint-Raphaël le 17 mai 1919[14]
- 13e bataillon de tirailleurs indochinois[18] : formé à Nam Định en janvier 1916, escale en Égypte après une épidémie de choléra, travaille à la 6e armée en Haute-Marne, dissous le 5 juin 1919[14]
- 14e bataillon de tirailleurs indochinois[19] : formé à Hanoï le 21 janvier 1916, travaille à la gare régulatrice de La Fère, dissous en 1919[14]
- 16e bataillon de tirailleurs indochinois[20] : formé à Hué le 8 février 1916[14], travaille à Paris[11] et à la gare régulatrice de Froissy, dissous le 5 juin 1919[14]
- 17e bataillon de tirailleurs indochinois[21] : formé à Tourane le 8 février 1916[14], travaille dans l'Oise, l'Aisne[22] et la Marne, il est dissous à Villevotte le 1er décembre 1917 pour former la section automobile 396[14]

- 18e bataillon de tirailleurs indochinois : formé au Cap-Saint-Jacques (Vũng Tàu), travaille à la gare régulatrice de Creil et à la garde de la prison de Fresnes, dissous le 5 juin 1919 à Saint-Raphaël[14],[23]
- 20e bataillon de tirailleurs indochinois : formé au Cambodge le 8 février 1916[14], travaille et opère à l'armée d'Orient, dissous fin 1919[24],[14]
- 22e bataillon de tirailleurs indochinois[25] : formé à Saint-Raphaël le 15 février 1917, travaille à Presle, dissous le 14 février 1919 à Saint-Raphaël[14]
- 23e bataillon de tirailleurs indochinois[26] : formé à Saint-Raphaël le 31 août 1917, travaille dans les carrières en arrière des armées, dissous le 20 janvier 1919[14]
- 24e bataillon de tirailleurs indochinois[27] : formé à Saint-Raphaël le 21 octobre 1917[14], travaille à Fréjus (hiver 1917-1918)[11] puis dans la zone des armées, dissous le 1er janvier 1919 à Saint-Raphaël[14]
- 25e bataillon de tirailleurs indochinois : formé au Vernet en septembre 1918, dissous le 16 janvier 1919 à Saint-Raphaël[14]

#### Bataillons restés en Indochine
- 4e bataillon de tirailleurs indochinois
- 5e bataillon de tirailleurs indochinois
- 8e bataillon de tirailleurs indochinois
- 15e bataillon de tirailleurs indochinois : formé au Sud-Annam en février 1916, reste sur place et est dissous le 12 mai 1916[14]
- 19e bataillon de tirailleurs indochinois : formé puis dissous en Cochinchine en 1916[14]

### Seconde Guerre mondiale
Des unités indochinoises des forces coloniales françaises se qualifièrent aussi durant la bataille de France où elles combattirent avec bravoure. Des soldats indochinois se distinguèrent dans la Meuse où la Wehrmacht subit de lourdes pertes.
- 1940 : Invasion japonaise de l'Indochine
- 1941 : guerre franco-thaïlandaise
- 1945 : Coup de force japonais en Indochine

En mars 1945, l'Armée impériale japonaise prend d'assaut la garnison française stationnée en Indochine composée essentiellement de tirailleurs indochinois. Les cadres français furent décimés lors de ce coup de force.
Après 1945, les ex-tirailleurs sont regroupés dans des compagnies de marche, qui sont rassemblées pour former le bataillon de marche indochinois en janvier 1948. Les tirailleurs démobilisés forment l'ossature de l'Armée populaire vietnamienne, la guérilla indépendantiste.